# Julio Enrique Blanco
Julio Enrique Blanco de la Rosa (Barranquilla, 17 de mayo de 1890-Barranquilla, 18 de julio de 1986) fue un filósofo colombiano que recibió importante influencia de la filosofía en lengua alemana, la cual aprendió así como otras lenguas para leer las obras originales de los autores.
Su obra está influenciada por I. Kant, G. F. Hegel, E. Hering, entre otros. Escribió algunos artículos poco difundidos sobre estos autores y otros temas, que divulgó principalmente entre los estudiantes del Colegio de Barranquilla. Fue promotor y fundador del Museo del Atlántico del cual se derivó la creación de la Universidad del Atlántico. 
Hizo parte activa de la Revista Voces. Allí publicó algunos de sus artículos así como en otras revistas nacionales y algunas extranjeras.